# Dubois (Wyoming)
Dubois è un centro abitato (town) degli Stati Uniti d'America, situato nella Contea di Fremont dello Stato del Wyoming. Nel censimento del 2000 la popolazione era di 962 abitanti.

## Storia
Dubois, fondata in un'area abitata dagli indiani Shoshoni originariamente fu chiamata Never Sweat, ovvero "mai sudata" per le correnti d'aria tiepide che rendono piacevole il clima; tuttavia il servizio postale dell'epoca non accettò la dicitura Never Sweat e per questo si scelse di utilizzare il cognome del senatore Fred Dubois, allora rappresentante dell'Idaho. In segno di protesta i cittadini di Dubois rifiutarono la pronuncia francese, optando invece per una pronuncia letterale (/ˈduːbɔɪz/) con l'accento sulla prima sillaba. Butch Cassidy (Robert LeRoy Parker) fu proprietario di un ranch poco fuori Dubois intorno al 1890, e in suo onore è stata costruita una statua nel centro cittadino. Attualmente Dubois è importante per la vicinanza alla Foresta nazionale di Shoshone.

## Geografia fisica
Secondo i rilevamenti dell'United States Census Bureau, la località di Dubois si estende su una superficie di 6,8 km², tutti occupati da terre.

## Popolazione
Secondo il censimento del 2000, a Dubois vivevano 962 persone, ed erano presenti 274 gruppi familiari. La densità di popolazione era di 143 ab./km². Nel territorio comunale si trovavano 556 unità edificate. Per quanto riguarda la composizione etnica degli abitanti, il 96,15% era bianco, lo 0,10% era afroamericano, l'1,25% era nativo, lo 0,31% proveniva dall'Asia, lo 0,31% apparteneva ad altre razze e l'1,87% a due o più. La popolazione di ogni razza ispanica corrispondeva all'1,14% degli abitanti.
Per quanto riguarda la suddivisione della popolazione in fasce d'età, il 20,9% era al di sotto dei 18, il 5,1% fra i 18 e i 24, il 25,9% fra i 25 e i 44, il 29,6% fra i 45 e i 64, mentre infine il 18,5% era al di sopra dei 65 anni di età. L'età media della popolazione era di 44 anni. Per ogni 100 donne residenti vivevano 99,2 uomini.